# Pipa Putih
Pipa Putih is een bestuurslaag in het regentschap Ogan Ilir van de provincie Zuid-Sumatra, Indonesië. Pipa Putih telt 2130 inwoners (volkstelling 2010).